# Współczynnik inflacji wariancji
Współczynnik inflacji wariancji, VIF, czynnik inflacji wariancji (ang. variance inflation factor) - używany w statystyce współczynnik służący do określenia, czy między badanymi predyktorami w modelu regresji występuje współliniowość. Brak współliniowości jest jednym z podstawowych założeń analizy regresji liniowej. Wynika to z tego, że występowanie współliniowości utrudnia poprawną interpretację modelu statystycznego. VIF jest obliczany dla każdego predyktora z osobna, a nie jako syntetyczna miara dla całego modelu.
W ramach VIF dokonuje się pomiaru stopnia w jakim wariancja określonego predyktora  jest zwiększana przez inne predyktory występujące w danym modelu regresji. Współczynnik przyjmuje wartości z przedziału od 0 wzwyż, przy czym im wyższa jest obliczona wartość współczynnika VIF, tym większa jest współliniowość.
Przyjmuje się następujące wytyczne dotyczące interpretacji tego współczynnika:
| Wartość VIF | Interpretacja                                      |
| ----------- | -------------------------------------------------- |
| VIF = 1     | Brak korelacji (brak współliniowości)              |
| 1 < VIF ≤ 5 | Umiarkowana korelacja (umiarkowana współliniowość) |
| VIF > 5     | Mocno skorelowana (wysoka współliniowość)          |